# Barbadillo del Mercado
Barbadillo del Mercado est une commune d'Espagne dans la communauté autonome de Castille-et-León, province de Burgos. Elle s'étend sur 15,19 km2 et comptait environ 162 habitants en 2011.